# Kyle Baun
Kyle Baun, född 4 maj 1992, är en kanadensisk professionell ishockeyspelare som tillhör NHL-organisationen Toronto Maple Leafs och spelar för deras primära samarbetspartner Toronto Marlies i AHL.
Han har tidigare spelat för Chicago Blackhawks och på lägre nivåer för Laval Rocket och Rockford IceHogs i AHL och Colgate Raiders (Colgate University) i NCAA.
Baun blev aldrig draftad av någon NHL-organisation.
Han är barnbarn till den före detta NHL-spelaren Bob Baun, som vann fyra Stanley Cup-titlar med Toronto Maple Leafs på 1960-talet.
Blackhawks skickade honom till Montreal Canadiens i utbyte mot Andreas Martinsen den 4 oktober 2017.
25 februari 2018 blev han tradad från Canadiens tillsammans med Tomáš Plekanec, i utbyte mot Kerby Rychel, Rinat Valiev och ett draftval i andra rundan 2018, till Toronto Maple Leafs.

## Statistik
| 2008–2009   | Toronto Jr. Canadiens | OJHL        | 2   | 0  | 1  | 1  | 0   | —  | — | —  | —  | —  |
| 2009–2010   | Toronto Jr. Canadiens | CJHL        | 45  | 5  | 10 | 15 | 27  | 7  | 0 | 0  | 0  | 6  |
| 2010–2011   | Cornwall Colts        | CCHL        | 56  | 19 | 23 | 42 | 44  | 16 | 7 | 1  | 8  | 26 |
| 2011–2012   | Cornwall Colts        | CCHL        | 42  | 29 | 32 | 61 | 50  | 17 | 8 | 12 | 20 | 16 |
| 2012–2013   | Colgate Raiders       | NCAA        | 36  | 14 | 10 | 24 | 30  | —  | — | —  | —  | —  |
| 2013–2014   | Colgate Raiders       | NCAA        | 39  | 11 | 15 | 26 | 53  | —  | — | —  | —  | —  |
| 2014–2015   | Chicago Blackhawks    | NHL         | 1   | 0  | 0  | 0  | 0   | —  | — | —  | —  | —  |
|             | Colgate Raiders       | NCAA        | 38  | 14 | 15 | 29 | 68  | —  | — | —  | —  | —  |
| NHL totalt  | NHL totalt            | NHL totalt  | 1   | 0  | 0  | 0  | 0   | —  | — | —  | —  | —  |
| NCAA totalt | NCAA totalt           | NCAA totalt | 113 | 39 | 40 | 79 | 151 | —  | — | —  | —  | —  |